# Osman Korutürk
Osman Taney Korutürk, né le 22 novembre 1944 à İstanbul (Turquie), est un diplomate et homme politique turc.
Il est le fils d'ancien président de la république de Turquie Fahri Korutürk. Il termine ses études secondaires au lycée Saint-Joseph et diplômé de la faculté de droit de l'université d'Istanbul. Il rejoint le ministère des Affaires étrangères. Il devient adjoint-directeur général du Moyen-Orient au ministère. Il est ambassadeur de Turquie en Iran (1996-1997), au Norvège (1998-2000), en Allemagne (2000-2003) et en France et au Monaco (2005-2009) puis représentant spécial de Turquie auprès de l'Irak (2003-2005).
Il est membre de CHP, ancien vice-président chargé des relations extérieur du parti. Il est député de première circonscription d'Istanbul (2011-2015)

## Distinctions
- Grand-croix de l'ordre royal norvégien du Mérite
- Grand officier de l'ordre national du Mérite de France